# Hrvatska pravoslavna Crkva
Hrvatska pravoslavna Crkva bila je pravoslavna Crkva u Nezavisnoj Državi Hrvatskoj, ograničene autokefalnosti. Dobila je priznanje od Bugarske pravoslavne Crkve i Rumunjske pravoslavne Crkve a 27. srpnja 1942. mitropolit Germogen preko Ministarstva vanjskih poslova NDH je dobio iz Carigrada kanonsko priznanje od Carigradskog patrijarha Veniamina. Dio je autora ovu Crkvu nazivao autokefalnom.
Osnovana je zakonskom odredbom poglavnika Ante Pavelića 6. lipnja 1942. temeljem zakonske odredbe o Hrvatskoj pravoslavnoj crkvi od 3. travnja 1942. Kada je osnovana Hrvatska pravoslavna Crkva. Nakon konzultiranja i suglasnosti viših pravoslavnih dostojanstvenika, izbor je pao na Grigorija Ivanoviča Maksimova koji je uzeo ime Germogen. Vladika Germogen je za kratko vrijeme uspio okupiti 80 osoba u crkvenoj službi.

## Povijest
Naime, prije 1918.g. pravoslavni u Hrvatskoj i Vojvodini su imali samostalnu patrijaršiju u Srijemskim Karlovcima. Pravoslavni u BiH i Makedoniji su priznavali vlast carigradskog patrijarha, i pravoslavna Crkva u Crnoj Gori je uživala u samoupravi. Međutim, vlada SHS je prenijela sjedište Karlovačke patrijaršije u Beograd i dekretom 26. svibnja 1919.g. provela administrativno ujedinjenje svih pravoslavnih Crkava u SHS u jedinstvenu SPC na čelu s patrijarhom u Beogradu. Tim su svi pravoslavi u SHS proglašeni srbima i SPC je preuzela zadaću da ih u srpskom duhu odgaja i vodi. Carigradskom patrijarhu je plaćena veća svota da prizna ujedinjenje s Beogradskom patrijaršijom pravoslavnih eparhija u BiH i Makedoniji.
Dana 17. lipnja 1920., ukazom prijestolonasljednika Aleksandra donesena je odluka o stvaranju Autokefalne ujedinjene Srpske Pravoslavne Crkve u Kraljevstvu Srba, HRVATA i Slovenaca, dakle i u Hrvatskoj.

## Ideja o HPC
Ideja je nastala još u drugoj polovici 19. stoljeća, jer je u to doba bilo mnoštvo pravoslavnih Hrvata, a i među hrvatskim uglednicima je bilo mnoštvo pravoslavnih Hrvata ili osoba kojima je jedan ili oba roditelja bio pravoslavni Hrvat.
Primjeri su za to Ante Starčević (mati je bila pravoslavna), za života nazvan Ocem Domovine, čelnik pravaškog pokreta; August Harambašić, hrv. književnik, pravaš; Stjepan Miletić, prvi intendant HNK-a, pravaš; Nikola Kokotović, novinar, pripadnik Čiste stranke prava, borac protiv velikosrpstva i izjednačavanja pravoslavlja sa srpstvom, Petar Preradović, hrv. pjesnik; Anastas Popović (1786. – 1872.) osnivač prve novčarske ustanove u Hrvatskoj (1846.) – Prva hrvatska štedionica te predsjednik zagrebačke Pravoslavne općine; Aleksandar Trbuhović, visoki krajiški časnik; Mosije Baltić (1804. – 1878.) značajan unaprijeđivač agronomije; Dr. Dimitrija Demeter (1811. – 1872.) pjesnik i prvi moderni hrvatski dramaturg; Makso Prica (1823. – 1873.) pravnik i političar, tajnik bana Jelačića; Gedeon Zastavniković (1824. – 1869.) austrijski general i upravitelj Vojne krajine; Nikola Krestić (1824. – 1887.) političar i predsjednik Sabora (1873. – 1884.); Vladimir Nikolić (1829. – 1866.) književnik; Špiro Dmitrović Kotoranin (1813. – 1868.) književnik; Lavoslav Vukelić (1840. – 1879.) pjesnik; Bude Budisavljević (1843. – 1919.) književnik; Danilo Medić (1844. – 1879.) pjesnik; dr Ivo pl. Malin Ksaverski (1853. – 1907.) sveučilišni profesor, tajnik i savjetnik autonomne hrvatske vlade; dr Gavro Manojlović (1856. – 1926.) povjesničar i predsjednik JAZU; Mojo Medić (1855. – 1939.) zoolog; Dr. Milan Ogrizović (1877. – 1923.) književnik (Hrvatska stranka prava); Petar Petrović Pecija (1877. – 1955.) književnik; Dušan Plavšić književnik i tajnik Hrvatskog kluba u Sarajevu; pristaše Stranke prava, Dušan Kotur i Dane Stranisavljević; Mihajlo Marković (1869. – 1923.) glumac; Novak Simić (1906. – 1981.) književnik. Marko Mileusnić bio je sesvetski načelnik i dugoselski narodni zastupnik (napisao: Poslanica onim pravoslavnim Hrvatom koji kažu da su Srbi, ↓1 Maksimir, 18. listopada 1895., objavljena u Hrvatskoj i Obzoru). Gabriel barun von Rodić (1812. – 1890.) bio je habsburški časnik koji je od lipnja 1848. u stožeru bana Jelačića kao satnik, a u rujnu iste godine postaje pomoćnik Jelačićevom pobočnom generalu. U to vrijeme su se rodili i kasniji poznati hrv. uglednici u 1. pol. 20. st.: zastupnik Savo Besarović[nedostaje izvor], hrv. generali Svetozar Borojević, Fedor Dragojlov, Đuro Grujić, Mihajlo Lukić, Georg Dragičević, Milan Emil Uzelac i drugi.
Za Rakovičkog ustanka (7. – 11. listopada 1871.) sudjelovalo je dosta pravoslavaca koji su se osjećali Hrvatima. Potpuno poistovjećivanje srpstva i pravoslavlja dolazi za banovanja Khuena Hedervarya, koji je to poticao kako bi slomio odpor Hrvata. Do banovanja K. Hedervaryja i izdavanja agresivnog srpskog lista iz Zagreba Srbobrana većina pravoslavaca u Kraljevini Hrvatskoj i Slavoniji smatrala se građanima Hrvatske i za političke Hrvate, dok je u Kraljevini Dalmaciji koja je bila izvan dosega Hrvatskog Sabora, a gdje je velikosrpska propaganda bila vrlo jaka i organizirana, to je posrbljavanje bivših neslavenskih Vlaha zbog pravoslavlja išlo znatno brže. O snazi propagandne mreže svjedoči mnoštvo ruskih emisara koji su obilazili Dalmaciju "potičući pravoslavne Hrvate protiv njihove hrvatske narodnosti", dok su po cijeloj Kraljevini Hrvatskoj, Slavoniji i Dalmaciji bili brojni srbijanski znanstveni, kulturni i politički djelatnici, od kojih su najpoznatiji bili Jovan Cvijić, Vuk Karadžić, Dositej Obradović i ini. Mrežu je novčarski pomagala Srbija još otkad je bila kneževina, zatim srpska pravoslavna Crkva te neki pojedinci, a sve radi srbiziranja tih krajeva. Smatrao je da ako austrijski car, kralj čitave Hrvatske, vrati ("vrati", jer ju je smatrao jure postlimini Hrvatskom, jer je nekad bila dijelom Hrvatsko-Ugarske) Tursku Hrvatsku, da "pravoslavni Hrvati u Turskoj dijelit će sretno i slavno sudbinu svojih suvjernika, austrijskih pravoslavnih Hrvata". Sukladno tome, u drugom je pismu ministru Rechbergu Eugen Kvaternik protivio se tome da se nakon previranja 1848. Srijem dalo Vojvodini Srpskoj, a isto tako se protivio da ga se dade Mađarima. Obrazložio je nezakonitost tog čina i istakao prosvjed Hrvatskog Sabora protiv toj odluci.
Još u prvom pismu austrijskom ministru vanjskih poslova Rechbergu 1860. godine Eugen Kvaternik pisao je o rusko-srpskim spletkama na račun Hrvatske. Pri tom je optužio Rusiju da za tu svrhu traži za Srbe pokrajine u Osmanskom Carstvu "koje su zakonsko i prirodno hrvatske", posebice da se radi o "svetoj i prirodnoj svojini katoličkih Hrvata". Svojom knjigom La Croatie et la confederation italienne dokazao je sumnjivost navoda slovačkog političara Pavela Josefa Šafarika (koji je u svojim djelima veličao Srbe na štetu ostalih južnih Slavena, posebice Hrvata). Posebice je istakao da se tiskaju brošure i novine koje spomenute hrvatske krajeve prikazuju za srpske, sistematski isključujući hrvatsko ime. Najpodlijim rusko-srpskim spletkama je proglasio onima kojima "usred hrvatskog pravoslavnog naroda, zloupotrebljava svetost vjere kako bi ga uvjerili da sve što je na hrvatskome jugu pravoslavno nije hrvatsko već srpsko: vjerski fanatizam svršava taj posao osobito u pokrajinama što graniče sa Srbijom i Crnom Gorom." Uz to je primijetio prije svih da je pravoslavni patrijarh iz Srijemskih Karlovaca, "na hrvatskome tlu i usred hrvatskog naroda naziva patrijarhom srpskog naroda", te se zapitao kako je to taj patrijarh preseljenjem s Kosova došao u Ugarsku i "svojim dolaskom srbizirao Hrvate". Tako je 1861. godine bio prvi koji je predložio stvoriti Hrvatsku pravoslavnu crkvu. S obzirom na to da je bio napadao Rusiju koja "slavjanstvom, zapravo ilirojugoslavenstvom i serbštinom prijeti opstanku zapadnih, ali i istočnih Hrvata", predložio je osnivanje "npr. synode ili patriarchata pravoslavne hervatske crkve".
Eugen Kvaternik dokumentirao je svoju izjavu koju je rekao banu Josipu Šokčeviću na primanju 3. prosinca 1861. godine, gdje je natuknuo potrebu patrijarhata hrvatske pravoslavne crkve. Pogibija Eugena Kvaternika otvorila je put snažnom zamahu posrbljivanja hrvatskih pravoslavaca, politiku koja je odgovarala Austriji i Ugarskoj, a osobito je došlo do izražaja za banovanja bana Hedervaryja. Eugen Kvaternik je zajedno s banom Šokčevićem pokušao ustrojiti Hrvatsku pravoslavnu Crkvu radi očuvanja jedinstva hrvatskog naroda, no nije uspio.
U djelu Mate Artukovića Ideologija srpsko-hrvatskih sporova (Srbobran 1884-1902) na stranici 34 citira se iz Srbobran novina iz 1894. godine, na destogodišnjicu, i stanje zatečeno u vrijeme izlaska njihovog prvog broja: "U srpskoj crkvi zatekosmo tada mnogo sveštenika, koji ne znadoše ni ko bješe sv. Sava a kamo li da su htjeli biti Savinijem apostolima, da njegove amanete: pravoslavnu vjeru i narodnost srpsku čuvaju i u njima pastvu svoju krijepe! Ta među njima zatekosmo čak neke da su 'pravoslavni Hrvati' koji sa amvona srpskog prosvjetitelja Save hrvatsku misao propovijedahu, a latinica im bješe milija od ćirilice" – Srbobran, 4(16)10.1894, br. 113, Naša prva desetgodišnjica.
Antun Radić je napisao (Sabrana djela, sv. III, str. 318.) da je "tek 30 do 40 godina što su se ljudi koji su grčke ili pravoslavne vjere počeli nazivati Srblji", a u članku "Hrvatska pravoslavna Crkva" (Sabrana djela, sv. V, str. 51–54.) da "pravoslavni Grk ima svoju grčku Crkvu, pravoslavni Rus ima svoju rusku, pravoslavni Srbljin ima svoju srbsku, a pravoslavni Hrvat v on nema svoje Crkve, nego mora u – srbsku!".
Godine 1911. Niko Bjelovučić je u knjižici Trijalizam i hrvatska država, izdanoj u Dubrovniku, istaknuo potrebu podijeliti pravoslavnu crkvu na dva dijela, tako da postoje "a) srpsko-pravoslavna za Srbe i b) hrvatsko-pravoslavna za Hrvate pravoslavne vjere".
Zabilježena je zgoda iz 1908. godine kad je hrvatski hajduk Andrijica Šimić nakon višedesetljetnog tamnovanja obilazio Zagoru. U jednoj su ga gostionici između Ciste i Lovreća zapitali kakav mu je pouzdanik u hajdučkoj družini bio Srbin Jovo Kadijević, na što im je Šimić odbrusio da Jovo Kadijević nije nikakav Srbin, nego Rvat rišćanske vire. Zgoda je oživljena proljećarskih 1970-ih i prepričavana po Zagrebu. To se toliko raširilo da je reagirao brat generala JNA Veljka Kadijevića, koji je zaiskao od narodnog heroja Pavla Loze neka spriječi da se te priče šire dalje. Oživljavanje te priče koje je svjedočilo o hrvatstvu Kadijevića nije bilo oportuno, jer je škodilo usponu Veljka Kadijevića u hijerarhiji ondašnje JNA.

## Uvod i povijest HPC u NDH
Prema popisu stanovništva iz 1931. godine, na području koje je pripalo NDH bilo je 6.042.306 stanovnika, a od toga 1.845.340 (ili 30,5%) pravoslavnih. Većina njih bili su Srbi, a manji broj Rusi, Ukrajinci, Bugari idr. Svi oni bili su pripadnici Srpske pravoslavne Crkve. Propašću jugoslavenske države i uspostavom NDH, proglašeno je da njena nadležnost na području NDH prestaje, po načelu da je pravoslavna Crkva organizacijski vezana uz državu. Ministarskom naredbom od 18. srpnja 1941. dokinut je naziv srpskopravoslavna vjera i zamijenjen nazivom grkoistočna vjera, koji se upotrebljavao prije 1918. godine. S danom 5. prosinca 1941. godine dokinut je na području NDH i julijanski kalendar, koji i danas koriste neke pravoslavne Crkve (umjesto gregorijanskog, koji je u općoj upotrebi). Provođena je i akcija prisilnog prevođenja Srba na katoličku vjeru. (Vidi: Srbi u NDH – Prisilni prijelazi u katoličanstvo.)
U prvim mjesecima 1942. godine postalo je međutim jasno da prvobitna žestoka represija prema Srbima ne donosi željeni rezultat. Na područje talijanske okupacijske zone ušla je talijanska vojska, te četnicima dala status pridruženih snaga (milicije). Na području njemačke okupacijske zone bili su također aktivni četnici i partizani, pa su i Nijemci i Talijani vršili pritisak na Pavelića da ublaži represalije koje izazivaju otpor i poboljša odnos sa Srbima.
Tako je nastojanje k prisilnom pokatoličivanju (uz masovne pokolje i protjerivanje u Srbiju) zamijenjeno osnivanjem nacionalne pravoslavne Crkve. Za to je bilo argumenata, jer pravoslavne su crkve svuda vezane uz državu, po načelu prihvaćenom još na ekumenskom koncilu u Kalcedonu 451. godine. Tijekom povijesti, zavisno o političkim promjenama, više su puta osnivane i ukidane autokefalne pravoslavne Crkve (nezavisne od ekumenskog patrijarha u Carigradu) u Bugarskoj, Makedoniji (Ohridska arhiepiskopija), Srbiji i dr., a trajno u Rusiji od 1448. godine. Nakon što su se balkanske države u XIX. st. oslobodile vlasti Turskog carstva, bile su formirane samostalne nacionalne crkve: grčka, srpska, bugarska i rumunjska; svakoj je na čelu patrijarh, koji je formalno ravnopravan carigradskom i moskovskom patrijarhu (rimski papa, kao ostatak nekadašnjeg crkvenog zajedništva, sve do 2006. godine nosio je naslov patrijarh zapada). U dvadesetom stoljeću (1937.) osnovana je i autokefalna Albanska pravoslavna Crkva.
Ante Pavelić je osnivanje autokefalne pravoslavne crkve najavio u svojem govoru u Hrvatskom državnom saboru 28. veljače 1942. »U pravoslavlje ne dira nitko, ali u hrvatskoj državi ne može biti srpske pravoslavne crkve. (…) Ako crkvena organizacija nije internacionalna, ako je partikularna, onda može biti samo nacionalna hrvatska, onda može biti samo takva, kja u svome duhovnom životu vrši i uživa potpunu duhovnu slobodu, slobodu savjesti, ali u svim drugim stvarima mora biti pod nadzorom hrvatske države i njezinih oblasti.« (cit. u: Matković, str. 115-116.)
U ožujku 1942. godine započeli su pregovori o osnivanju autokefalne crkve. Vlasti NDH nisu htjele neposredno razgovarati s predstavnicima Srpske pravoslavne crkve, pa je veza uspostavljena preko posrednika Miloša Obrkneževića, ranijeg dugogodišnjeg službenika i pravnog savjenika SPC u Srijemskim Karlovcima (u doba NDH preimenovani u "Hrvatski Karlovci").
Njega je u funkciji pregovarača triput primio i sam Pavelić. U tim razgovorima prihvaćen je prijedlog Ustava Hrvatske pravoslavne Crkve, napravljen prema predlošku Ustava SPC, te prijedlog kandidata za najviša mjesta u crkvenoj hijerarhiji. Oba prijedloga stupila su na snagu poglavnikovom odredbom. Ustav HPC stupio je na snagu 6. lipnja 1942. godine.
Formirana je na inicijativu Ante Pavelića godinu dana nakon formiranja Nezavisne Države Hrvatske (NDH), u nastojanju da se popravi odnos sa srpskom manjinom unutar granica i istovremeno onemogući vezivanje s Beogradom putem Srpske pravoslavne Crkve zakonskom odredbom poglavnika Ante Pavelić 6. lipnja 1942. temeljem zakonske odredbe o Hrvatskoj pravoslavnoj crkvi od 3. travnja 1942., objavljene u Narodnim novinama br. 77 od 7. travnja 1942.
Na čelo Hrvatske pravoslavne Crkve postavljen je bivši mitropolit Novomoskovski Germogen (1861-1945), emigrant iz SSSR-a. Po Ustavu HPC na njenom čelu trebao je biti patrijarh postavljen i posvećen u suglasnosti s vaseljenskim patrijarhom u Carigradu. Kako to zbog ratnih okolnosti nije bilo moguće izvesti, Germogen je došao na čelo HPC u dostojanstvu mitropolita. O Ustavu HDP i imenovanju mitropolita Germogena bio je obaviješten patrijarh SPC Gavrilo Dožić (kojeg su Nijemci internirali) i njegov zamjenik u Beogradu mitropolit Josif Cvijović.
Mitropolit Germogen ustoličen je 7. lipnja 1942. godine u pravoslavnoj Crkvi Svetog Preobraženja u Zagrebu.
Uz Zagrebačku mitropoliju osnovane su brodska, sarajevska i petrovačka eparhija . Na upražnjene parohije upućeni su mladi pravoslavni svećenici iz Srijema. S obzirom na nedovoljan broj svećenika, ubrzan je završetak školavanja bogoslova koji su bili pred završetkom studija, pa su i oni upućeni u parohije po NDH. Njihov razmještaj bio je u isključivoj nadležnosti hijerarhije Hrvatske pravoslavne Crkve. Tada se počeo tiskati Pravoslavni kalendar i knjižice molitava u kojima nije bilo političkih tekstova.
Vrijedni crkveni predmeti (ikone, ikonostasi) i namještaj iz oštećenih ili porušenih pravoslavnih crkava sklonjeni su, zaštićeni i sačuvani u Muzeju za umjetnost i obrt (skrblju njegova osoblja).
Stvaranje Hrvatske pravoslavne Crkve bio je dio nove, tolerantnije politike prema Srbima, s ciljem da se oslabi njihov otpor NDH. (Vidi poglavlje Pokušaj ublažavanja politike progona u članku Srbi u NDH.) Pomak u vjerskoj toleranciji razvidan je u tome što su bile upriličene i procesije za vjerske blagdane pravoslavnih vjernika na Jelačićevom trgu, a u službene vjerske blagdane u NDH su bili uvršteni i pravoslavni blagdani. 
Svjedoci tih zbivanja iznose razne ocjene o značaju osnivanja HPC: je li "omela" daljnje proganjanje pravoslavaca, ili nije imala bitnog utjecaja. Pravoslavci ipak nisu bili izjednačeni u pravima i dužnostima s ostalim građanima, a progoni (za koje su okrivljavani tzv. "divlji ustaše") su nastavljeni. (Mužić, str. 52-54.)

## Ustrojstvo
Temeljem Ustava HPC, kojeg je 5. lipnja 1942. godine potpisao poglavnik.
Svečano ustoličenje je bilo u crkvi Sv. Preobraženja na Preradovićevu trgu u Zagrebu, u nedjelju 7. lipnja 1942. godine.
Patrijarh HPC-a je arhiepiskop Grigorij Ivanovič Maksimov, redovničkog imena Germogen.
Patrijarh je čelna osoba HPC-a, a ujedno je i mitropolit zagrebačke mitropolije.
Naslov kojeg nosi patrijarh je: mitropolit zagrebački i cijele Hrvatske
1. HPC je samosvojna (autocefalna) i jedina, za nju ne vrijede dogmatska i kanonska načela SPC-a.
2. Grb HPC-a je 25 naizmjeničnih bijelih i crvenih pačetvorinskih polja u pet redova, a početno je bijelo polje. U sredini poluštita je križ modre boje.
3. Zastava je crveno-bijelo-plava trobojnica (vodoravne pruge) s jednokrakim zlatnim križem na bijelom dijelu.
4. Službeni jezik je hrvatski, a slova su hrvatska.

### Hijerarhija
Crkveno-hijerarhijski organi su:
- patrijarh, sveti arhijerejski sabor i veliki crkveni sud
- episkop i eparhijski sud
- nadžupnik (arhijerejski namjesnik)
- župnik (paroh)
- crkveno-općinski upravni odbor

Patrijarha se bira između episkopa na način da:
- izborni sabor (saziva ga poglavnik) bira tri osobe među episkopima
- od te trojice, jednoga Ministarstvo pravosuđa zapisnički predlaže poglavniku na imenovanje

Sabor HPC-a se sastoji od ovih osoba: episkopa, nadstojnika pravoslavnog odsjeka u Min.pravosuđa i bogoštovlja, dekana Pravoslavnog bogoslovnog fakulteta u Zagrebu i od petorice promjenljivih članova pravoslavne vjere.
Episkopati su u Zagrebu, Brodu na Savi, Hrvatskom Petrovcu i Sarajevu.

## Nakon poraza NDH
Kada je NDH propala komunistička je vlast raspustila HPC, vratila jurisdikciju Srpske pravoslavne Crkve u Hrvatskoj. Zatim je u sklopu jugokomunističkih zločina nakon završetka Drugoga svjetskog rata mitropolita Germogena kao i najveći broj svećenika HPC likvidirala, jer su ih smatrali zagriženim antikomunistima. Tog 30. lipnja 1945. strijeljani su i vješani ovi dužnosnici: arhiepiskop Germogen (r. 1861.), episkop Spiridon (r. 1902.), svećenici o. Serafim Kupčevski (r. 1894.), o. Joco Cvijanović (r. 1888.), o. Aleksej Borisov (r. 1894.), o. Dimitrije Mrihin (r. 1898.), vjernici P. Lazić, A. Kosmajenko, S. Fjodorov, A. Dirin, V. Čižov te brojne bezimene žrtve. 16. studenoga 2007. godine na zagrebačkom groblju Miroševcu blagoslovljen je po pravoslavnom obredu kenotaf (jer se ni danas ne zna gdje su pokopani) tim mučki ubijenim pripadnicima HPC; još od 1994. ga je godine pokušavao postaviti potomak jednog od smaknutih, Serafima Kupčevskog. Pri tome je nailazio na velike otpore. Kenotaf je blagoslovio arhiepiskop Ruske istino – pravoslavne Crkve Tihon, a vjerski obred vodio je svećenik Makedonske pravoslavne Crkve. 
Arhijerejski sinod Ruske istino pravoslavne Crkve je na konferenciji i zasjedanju u Odesi 6./19. – 12./25. listopada 2010. godine donio je odluku o konačnom statusu-priznavanju mučenicima svih smaknutih Hrvatskih pravoslavnih svećenika na čelu s patrijarhom Germogenom. Primljeno je rješenje o upisu u Zbor Novomučenika i Ispovjedenika.
Tijekom Drugoga svjetskog rata ubijeno je 28 svećenika Hrvatske pravoslavne Crkve. Većinom su ih pobili jugokomunisti. Nakon Drugoga svjetskog rato ubijeno je 70 svećenika HPC-a i mnoštvo Hrvata pravoslavne vjeroispovijesti.

### Ubijeni svećenici i vjernici HPC
Nepotpun popis:
1. Sv. Patrijarh Germogen Maksimov
2. Sarajevski episkop Spiridon Mifka
3. Protojerej Evgenij Jaržemskij
4. Protojerej Aleksandar Volkovskij
5. Protojerej Vasilij (Vaso) Šurlan
6. Protojerej Serafim Kupčevski
7. Protojerej Anatolij Paradiev
8. Protojerej Cvetin Čović
9. Protojerej Risto Babunović
10. Iguman Miron Federer
11. Jerej Joco Cvijanović
12. Jerej Vasilij Jurčenko
13. Jerej Pavel Kozarski
14. Jerej Dimitrije Mrihin
15. Jerej Sevastijan Perić
16. Jeromonah Amvrosij Veselinović
17. Jeromonah Rafail Stanivuković
18. Jeromonah Vlasmin Pavlovskij
19. Jeromonah Venjamin Radosavljić
20. Jeromonah Mihail Milogradskij
21. Jeromonah Dimitrij
22. Jeromonah Ivan Mračovski
23. Jeromonah Evgenij Pogorečkij
24. Jeromonah Petar Popov
25. Jeromonah Bogdan Popović
26. Jeromonah Nikolaj Semčenko
27. Jeromonah Petar Stefanović
28. Jeromonah Sergij Selivanovskij
29. Jeromonah Ljubomir Svrtilić
30. Jeromonah Emilijan Šimatović
31. Arhiđakon Aleksej Borisov[27]

## Pokušaji obnove
- U hrvatskim emigracijskim krugovima je zamisao o obnovi rada Hrvatske pravoslavne Crkve postojala sve vrijeme od njenog nasilnog ukinuća 1945. Nositelja takvih zamisli je bilo i u oporbenim krugovima u SFRJ, no te je osobe jugokomunistički režim promptno etiketirao kao ustaše i povezivao s pokušajem obnove NDH.
- Nakon izbora u Hrvatskoj 1990. godine, prva koja je iznijela ideju obnove HPC-a bila je Hrvatska stranka prava. U svojim temeljnim načelima, vodstvo HSP-a 1991. je poduprlo osnivanje autokefalne Hrvatske pravoslavne Crkve.[28]
- 1996. je godine akademski slikar i pripadnik Starokalendarske Grčke pravoslavne Crkve Metod Viličić[29] poručio da odlazi u Grčku na Hilandar, na Sv. Goru da bi izborio obnovu HPC.[30] Svojevremeno je rekao da njemu i jos četrnaestorici njegovih istomišljenika "potrebno više od folklora vezanog za Svetosavlje", jer "ondje u Srpskoj pravoslavnoj crkvi u Zagrebu postoje jedino Sveti Sava i krsna slava", a istakao je da "za osnivanje HPC postoje i politički razlozi. Ako bi se njoj u budućnosti priključila većina ovdašnjih pravoslavaca, eliminirala bi se identifikacija pravoslavlja i srpstva, a time bismo onemogućili srpsku državnu politiku da se koristi Crkvom za svoje ciljeve."[31]
- 2010. godine javila se još jedna inicijativa za obnovom Hrvatske pravoslavne Crkve. 13. ožujka 2010. u Zadru je najavljeno osnivanje udruge Hrvatska pravoslavna zajednica. Rečena udruga planira unutar godine dana obnoviti Hrvatsku pravoslavnu crkvu. Udruga već ima 430 registriranih.[32][33] Inicijativa za obnovu Hrvatske pravoslavne crkve je izazvala osude Srpske pravoslavne crkve, hrvatskog predsjednika i predsjednika vladine komisije za odnose s vjerskim zajednicama.[34][35]

## Zanimljivosti
- Alojzije Stepinac jednom je prigodom rekao, sa smiješkom, kustošijanskom župniku Vilimu Cecelji, povodom svečanog dočeka arhiepiskopa Germogena kod poglavnika Pavelića, pred uspostavu HPC-a: "Vidiš, mene nitko nije dočekao... koji puta su me vojnici i htjeli pretražiti... A Patrijarha dočekivaju s počasnom četom....A kada sam ja predlagao osnivanje hrvatske pravoslavne crkve, onda nije valjalo...".[36]

(Ovaj je prikaz načinjen uglavnom prema dolje navedenoj knjizi Hrvoja Matkovića)